# La Zarra
La Zarra, pseudonimo di Fatima-Zahra Hafdi (in arabo فاطمة الزهراء حافظي‎?; Montréal, 25 agosto 1987), è una cantante canadese residente in Francia.
Ha rappresentato la Francia all'Eurovision Song Contest 2023 con il brano Évidemment.

## Biografia
Nata nella città più popolosa della provincia del Québec in Canada, è figlia di genitori di origine marocchina. Durante la sua infanzia ha vissuto dividendosi tra Montréal e Longueuil, dove la sua famiglia si è stabilita definitivamente.
È salita alla ribalta nel 2016, quando ha pubblicato il suo singolo di debutto Printemps blanc, in collaborazione con il rapper francese Niro. Nel 2021 è stata candidata ai NRJ Music Award, i principali premi della musica francese, come rivelazione francofona dell'anno, spinta anche grazie al successo del suo album di debutto Traîtrise.
Il 12 gennaio 2023 è stato confermato che l'emittente radiotelevisiva francese France Télévisions l'ha selezionata internamente come rappresentante nazionale per l'Eurovision Song Contest 2023 a Liverpool, nel Regno Unito. Il suo brano eurovisivo, Évidemment, è stato presentato il successivo 19 febbraio. Nel maggio successivo, in occasione della finale eurovisiva, La Zarra si è classificata al 16º posto su 26 partecipanti con 104 punti totalizzati.

## Discografia

### Album in studio
- 2021 – Traîtrise

### Singoli
- 2020 – À l'ammoniaque/Mon dieu
- 2021 – Printemps blanc
- 2021 – Tirer un trait
- 2021 – Tu t'en iras
- 2021 – TFTF
- 2021 – Santa Baby
- 2022 – Sans moi
- 2022 – Évidemment
- 2025 - Diva

#### Come featuring
- 2016 – Printemps blanc (Niro feat. La Zarra)
- 2022 – Les amants de la colline (Slimane feat. La Zarra)

## Riconoscimenti
NRJ Music Awards
- 2021 – Candidatura alla Rivelazione francofona dell'anno[3]

Félix Award
- 2022 – Candidatura alla Rivelazione dell'anno

Francophone par la SOCAN
- 2022 – Scoperta dell'anno[7]